# Mikołaj Szetesza
Mikołaj Szetesza (Sietesza, Setesza,) (ur. w Sieteszy, zm. 1475 w Krakowie) – polski duchowny, kopista, wikariusz katedry krakowskiej, wicekantor krakowski.

## Działalność zawodowa
Mikołaj Szetesza pochodził z diecezji przemyskiej. Po raz pierwszy został wymieniony w 1453 roku w krakowskich Acta officiala jako wikariusz katedry krakowskiej. W 1469 roku został wicekantorem katedry wawelskiej, wikariuszem kantora Mikołaja Hymbira (Imbira) z Kiszewa, kanonika krakowskiego i scholastyka łęczyckiego. Kierował tam zespołem śpiewaków liturgicznych i przewodniczył śpiewom chórowym. Po śmierci Mikołaja urząd kantora objął Jan z Humisk a Szetesza pozostał na stanowisku. Obowiązki wicekantora łączył z pracą jako kaligraf, kopista i notator ksiąg liturgicznych w szczególności muzycznych. O jego działalności mówią zachowane kościelne księgi sądowe z lat 1464 - 1474, które notują imiona i kwoty jakie Szetesze byli winni zleceniodawcy za jego prace skryby i kopisty.